# Студія 54 (фільм)
«Студія 54» (англ. 54) — художній фільм-драма, знятий в 1998 у режисером Марком Крістофером.

## Зміст
У центрі фільму Шейн О'Шеа, простий молодий чоловік з Джерсі-Сіті, який приїжджає в Нью-Йорк і, оскільки дуже гарний, стає барменом в знаменитому клубі «Студія 54». Працюючи в клубі, Шейн подружився з Анітою Рандаццо — починаючої співачкою, і її чоловіком Грегом. Наркотики, секс, гроші, нічні вечірки — затягують героїв дедалі більше і глибше.

## Ролі
| Актор                | Роль           |
| -------------------- | -------------- |
| Раян Філліпп         | Шейн О'Шеа     |
| Сальма Гайєк         | Аніта Рандаццо |
| Нів Кемпбелл         | Джулі Блек     |
| Майк Маєрс           | Стів Рубел     |
| Сила Уорд            | Біллі Аустер   |
| Брекін Меєр          | Грег Рандаццо  |
| Шеррі Стрінгфілд     | Вів            |
| Камерон Меттісон     | Атланта        |
| Ноам Дженкінс        | Ромео          |
| Скіпп Саддат         | Грейс О'Шеа    |
| Марк Руффало         | Рікко          |
| Лорен Гаттон         | Ліз Вангелдер  |
| Майкл Йорк           | Амбассадор     |
| Еллен Альбертіні Дау | Диско Дотті    |
| Доменік Ломбардоцці  | Кі             |
| Дональд Трамп        | камео          |

## Знімальна група
- Режисер — Марк Крістофер
- Сценарист — Марк Крістофер
- Продюсер — Дон Кармоді, Боббі Коен, Айра Дойчман
- Композитор — Ерік Колвін

## Цікаві факти
- У 1998 році Райан Філліпп і Еллен Альбертіні Дау за ролі у фільмі були номіновані на премію «Золота малина» в категорії за найгіршу чоловічу роль і найгіршу жіночу роль другого плану відповідно[1].